# 플로렌스 로드
플로렌스 로드(영어: Florence Road)는 2019년 브레이에서 결성된 아일랜드의 록 음악 밴드이다. 릴리 아론, 엠마 브랜든, 에일브 배리, 해나 켈리로 구성되어 있다. 2025년 싱글 "Heavy"를 발매하며 인정을 받았다.  워너 레코드와 워너 채플 뮤직과 계약했다.
2022년에 발매된 싱글 "another seventeen"으로 데뷔했다

## 역사

### 결성 및 초기 활동
브레이에서 어린 시절 친구 네 명이 결성했다. 멤버들은 정원 창고에서 함께 음악을 쓰고 연주하기 시작했으며, 처음에는 소셜 미디어에 공유된 어안 렌즈 공연 비디오를 통해 주목을 받았다.

### 데뷔 EP 및 부상 (2025)
2025년 3월, 마셜 보어, 존 힐과 공동으로 작곡한 싱글 "Heavy"를 발매했다. 이 곡은 호평을 받았고, 미국 가수 올리비아 로드리고의 눈에 띄는 지지를 받아 스트리밍 인기가 증가했다.
댄 니그로가 프로듀싱한 두 번째 싱글 "Caterpillar"는 2025년 4월에 발매되었다. 이 곡은 어쿠스틱 악기 연주와 불안 및 개인적인 변화에 대한 서정적인 탐구로 찬사를 받았다.
2025년 6월, 플로렌스 로드는 싱글 "Figure It Out"에 앞서 데뷔 EP Fall Back을 발매했다.
고등학교를 마친 직후, 플로렌스 로드는 워너 채플 뮤직과 출판 계약을 맺고 워너 레코드와 녹음 계약을 맺었다.
올리비아 로드리고의 *Guts World Tour*의 일부 날짜에 오프닝 무대를 서며, 더블린의 말레이 공원과 런던의 BST 하이드 파크 공연을 포함했다.

## 음반 목록

### EP
- Fall Back (2025) – 아이리시 음반 차트 97위[8]

### 싱글
- "another seventeen" (2022)
- "Heavy" (2025)
- "Caterpillar" (2025)
- "Figure It Out" (2025)